# Kotschya lutea
Kotschya lutea es una especie de planta floral del género Kotschya, tribu Dalbergieae, familia Fabaceae.

## Distribución
Se distribuye por Guinea, Costa de Marfil y Sierra Leona.

## Taxonomía
Fue descrita por (Portères) Hepper y publicada en Kew Bulletin 11: 126 (1956).